# جوانه چشایی

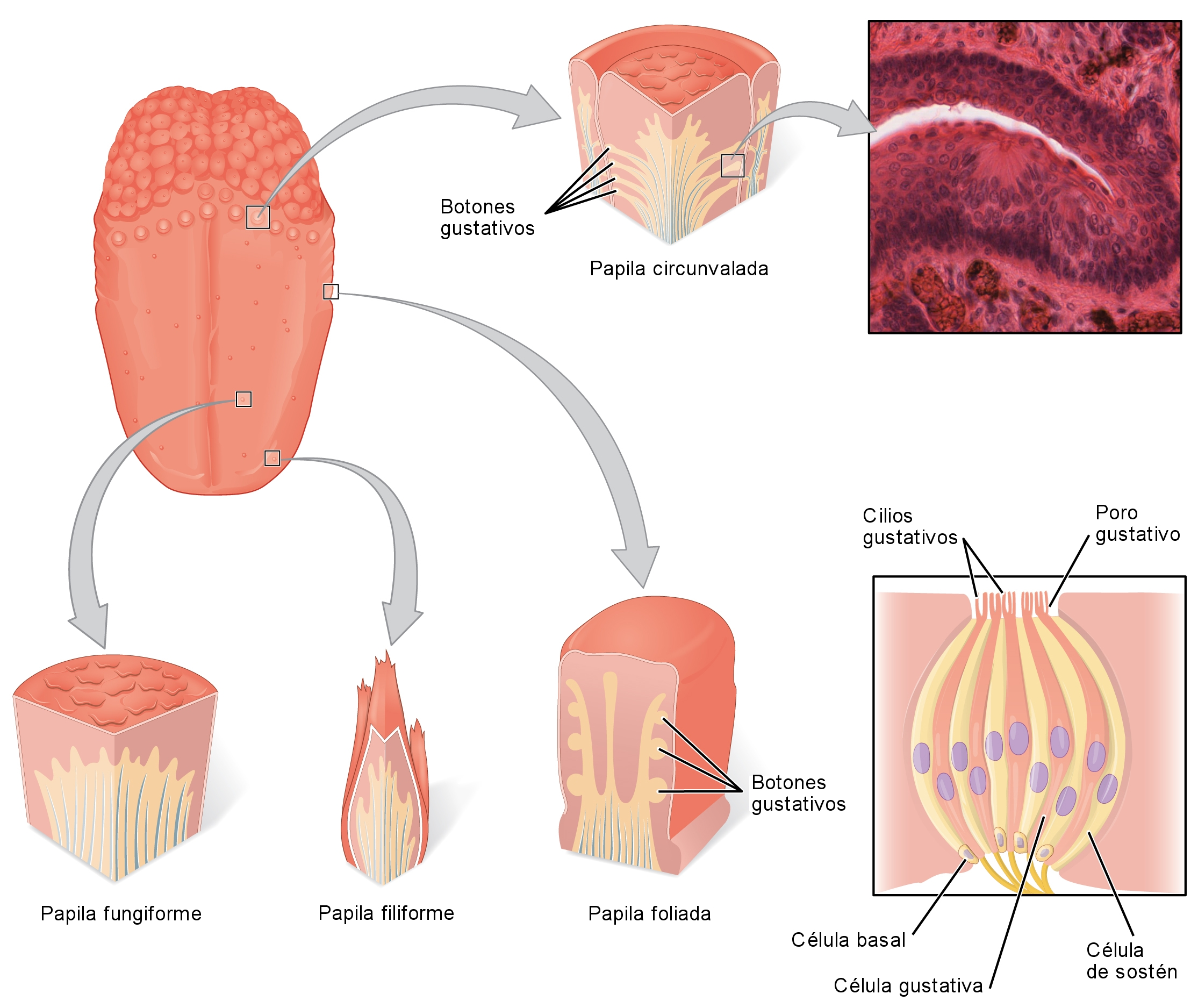
دیتیل پرزهای چشایی

جوانه‌های چشایی یا پرزهای چشایی (به انگلیسی: Taste bud) حاوی سلولهای گیرنده مزه هستند که به سلول‌های چشایی نیز معروف هستند. گیرنده‌های مزه در اطراف سازه‌های کوچکی معروف به پاپیلای زبان واقع در سطح بالای زبان، کام نرم، مری فوقانی، گونه و اپیگلوت قرار دارند. این ساختارها در شناسایی پنج عنصر درک مزه نقش دارند: شور، ترش، تلخ، شیرین و اومامی. اختصاص این سلیقه‌های مختلف را به سطح‌های مختلف زبان تصوری نادرست است؛ در حقیقت این سلیقه‌ها توسط همه سطح زبان قابل تشخیص است. از طریق دهانه‌های کوچک در روبافت زبان، به نام منافذ مزه، قسمت‌هایی از مواد غذایی حل شده در بزاق با گیرنده‌های طعم در تماس قرار می‌گیرند. اینها در بالای سلولهای گیرنده مزه قرار دارند که جوانه‌های طعم را تشکیل می‌دهند. سلول‌های گیرنده طعم اطلاعاتی که توسط خوشه‌های گیرنده‌های مختلف و کانال‌های یونی شناسایی شده‌اند را از طریق اعصاب مغزی هفتم، نهم و دهم به مناطق گوارشی مغز می‌فرستند.
به‌طور متوسط، زبان انسان دارای ۲۰۰۰ تا ۸۰۰۰ جوانه چشایی است. متوسط طول عمر آنها ۱۰ روز تخمین زده شده‌است.